# Bony Moronie
Bony Moronie is een rock-'n-rollnummer dat in 1957 is geschreven en op de plaat gezet door de Amerikaanse zanger Larry Williams. Het kwam in oktober 1957 uit als single en was zijn grootste hit na Short fat Fannie. Daarna is het nummer door vele anderen gezongen, onder wie Johnny Burnette, Bill Haley, The Who, Dr. Feelgood en John Lennon.
De ik-figuur heeft een vriendin die ‘zo mager is als een sliert macaroni’. Maar ze houden van elkaar en willen met elkaar trouwen en elkaar beminnen onder de appelboom: ‘Makin' love underneath the appletree...’. 

## Versie  van Larry Williams
Bony Moronie bereikte:
- de 14e plaats in de Billboard Hot 100;
- de 4e plaats in de Rhythm & Blues Records;
- de 11e plaats in de Britse UK Singles Chart.

Ook de B-kant, You bug me, baby, die Larry Williams samen met Sonny Bono schreef, werd met een 45e plaats in de Billboard Hot 100 een klein hitje.
In 1984 verscheen een boxset van zes singles onder de naam Larry Williams' Specialty hits. Bony Moronie/You bug me, baby was een van de zes.
De versie van Larry Williams is te horen in de film Christine uit 1983.
De tenorsaxofoonsolo in het nummer werd gespeeld door Plas Johnson.

## Andere versies
- Het nummer werd opgenomen door Johnny Burnette, maar pas postuum uitgebracht op het verzamelalbum The train kept a-rollin'/Memphis to Hollywood: The complete recordings 1955-1964.[5]
- The Creation bracht het nummer in 1968 uit als single.
- The Cyrkle nam het nummer in 1966 op voor zijn debuutalbum Red rubber ball.[6]
- Een liveversie door Dick Dale and his Deltones staat op het album  Rock out with Dick Dale & His Del-Tones live at Ciro's.[7]
- Een medley van Bony Moronie met Tequila door Dr. Feelgood staat op het album Down by the jetty.[8]
- Bill Haley & His Comets namen het nummer op voor het album Rock around the country.[9]
- John Lennon nam het nummer op voor zijn album Rock 'N' Roll uit 1975.[10]
- Ritchie Valens zette het nummer op zijn debuutalbum Ritchie Valens.[11]
- Ian Whitcomb zette het nummer op de B-kant van zijn debuutsingle Soho.
- The Who zetten een live-uitvoering uit 1971 op hun verzamelalbum Thirty Years of Maximum R&B uit 1994.
- Johnny Winter nam het nummer op voor zijn album Saints & Sinners uit 1974.[12]